# 汪庆广
汪廣慶，男，中共黨員、中國人民解放軍少將、中共政治、軍事人物。 

## 生平
歷任福建省军区党委副书记、省軍區司令员，南京軍區某集團軍高層。   